# Aminocétone
Les aminocétones sont une classe de composés organiques contenant une cétone et une amine.

## Synthèses
Les α-aminocétones peuvent être préparées par la méthode de Corey-Seebach, qui utilise la protection du carbonyle par un dithiane pour introduire un groupement amino via une imine,.